# Saint-Planchers
 Saint-Planchers  es una población y comuna francesa, situada en la región de Baja Normandía, departamento de Mancha, en el distrito de Avranches y cantón de Granville.

## Demografía
| 585 | 587 | 643 | 936 | 1057 | 1112 |
| Para los censos de 1962 a 1999 la población legal corresponde a la población sin duplicidades (Fuente: INSEE [Consultar]) |     |     |     |      |      |